# Kiss Me Once
A Kiss Me Once Kylie Minogue ausztrál énekesnő tizenkettedik stúdióalbuma, mely 2014. március 14-én jelent meg a Parlophone gondozásában. Ez az első albuma az Aphrodite óta és az első és egyetlen lemeze a Roc Nation-nel, melyet az amerikai rapper és üzletember, Jay-Z irányít. A lemezen számos dalszerző és producer dolgozott, mint például Sia Furler, Cutfather és Pharrell Williams. Zeneileg a kritikusok Minogue kortárs popzenéhez való visszatéréseként emlegették az albumot, mely olyan zenei elemeket ötvöz, mint a dance-pop, diszkó és elektropop. Szövegileg a dalok olyan témákra fókuszálnak, mint a románc, a szex, az önfeljogosítás vagy a szórakozás.
Megjelenésekor a Kiss Me Once általában pozitív visszajelzést kapott a zenei kritikusoktól. Többségük Minogue sármját és azt dicsérték, hogy hangügyileg jól teljesített. Emellett dicsérték azt, hogy visszatért a kortárs popzenéhez. Akadtak viszont olyanok, akik kritizálták a lemez tartalmát és a produceri munkát. Néhányan szórakoztatónak tartották az albumot, de a többség szerint hiányzott az, ami emlékezetessé tenné a lemezt, valamint Minogue részéről hiányolták az újítást. Anyagilag a lemez közepesen teljesített világszerte. Top 10-es lett olyan országokban, mint Ausztrália, az Egyesült Királyság, Spanyolország, Németország, Írország és Franciaország. A Kiss Me Once anyagi sikertelensége ahhoz vezetett, hogy Minogue otthagyta a kiadóját művészeti ellentétekre hivatkozva.
Az „Into the Blue” és az „I Was Gonna Cancel” lettek kiadva az album fő kislemezeiként. Az első kislemeznek közepes sikere volt számos országban, míg a második nem tudott hasonló sikereket elérni. A lemez dalai, mint a „Million Miles”, a „Sexercize”, a „Les Sex” és a „Beautiful”, mint rádiós dalok lettek reklámozva különböző országokban világszerte. Az album promotálása végett Minogue 2014 szeptemberében turnéra indult, mely a Kiss Me Once Tour nevet kapta. A turné 2015 márciusában fejeződött be. A turnéra több, mint 21 millió dollár értékű jegy kelt el. Emellett kiadtak a turnéról egy DVD-t a hanganyagával együtt 2015. március 23-án, melyet 2014. november 12-én rögzítettek Skóciában, Glasgow-ban.

## Háttér és kidolgozás
Minogue kiadott 2012-es zenekaros válogatáslemeze, a The Abbey Road Sessions után megszüntette munkakapcsolatát menedzserével, Terry Blamey-vel és csapatával, és bejelentette, hogy egy kis szünetet iktat be zeneileg. Ezután 2013 februárjában az Instagramon és a Twitteren bejelentette, hogy egy menedzsmenti szerződést írt alá a Roc Nation-nel. A bejelentést követően még ebben a hónapban számos brit újság Minogue tizenkettedik stúdióalbumról kezdett írni, megemlítve, hogy Minogue el kezdett dolgozni Sia Furler, ausztrál zenésszel, amit Minogue később meg is erősített. 2013 márciusa és júliusa közt Minogue számos énekessel, dalszerzővel és zenei producerrel való együttműködéséről számolt be a Twitteren. Május 27-én, egy nappal 45. születésnapja előtt Minogue egy érdekes együttműködésről számolt be, amiről később kiderült, hogy egy duett Enrique Iglesias, spanyol énekessel. Ugyanebben a hónapban a Rolling Stone-nak arról beszélt, hogy ez az album egy másfajta stílust hoz előző munkáihoz képest. Felismerte, hogy valamit máshogy kell csinálnia, bár tartalmilag a lemez ugyanazt hozza, mint korábbi dalai.
Május 28-án, a 45. születésnapján bejelentette a „Skirt” című promóciós kislemezt, mely 2013. június 24-én lett elérhető a Beatport-on. Bár a dal pozitív visszajelzéseket kapott a kritikusoktól, különösen Minogue új kisérletezős elektronikus dance zenei hangzását dicsérve, Minogue kijelentette, hogy a dal nem fog szerepelni a közelgő albumon. 2014 februárjában Minogue bejelentette, hogy az album executive társproducere Furler. Minogue az amerikai Idolatornak adott interjújában megemlítette: annyira jól kijöttek Sia-val, hogy megkérte, hogy legyen az album executive producere, és remélte, hogy el fogja fogadni a felkérést. Ugyanebben a hónapban azt nyilatkozta a Billboard-nak, hogy érezte, hogy egy új területen kell tapasztalatot szereznie.

## Zenei stílus és dalszövegek
Minogue többek közt olyan dalszerzőkkel és producerekkel dolgozott az albumon, mint Sia, Cutfather, Greg Kurstin és Pharrell Williams. Minogue a lemez nagy részét Los Angeles-ben, Kaliforniában és New York-ban rögzítette, de emellett az album keverése és számos felvétel Londonban, az Egyesült Királyságban zajlott. A The Huffington Post-nak adott interjúban Minogue megjegyezte, hogy számos olyan dal nem került fel az albumra, melyet Sia-val készített, ellentétben korábbi lemezével, az Aphrodite-val.
Számos újság, köztük a The Guardian és a Clash Magazine a Kiss Me Once-t zeneileg Minogue a kortárs pop zenéhez való visszatéréseként emlegette. Minogue megjegyezte, hogy az album egyfajta visszatérés a „tiszta pop”-hoz, mely dance zenei elemeket is tartalmaz. Tim Sendra az AllMusic-től az albumot a gyors dance dalok, szexi középtempójú ritmusok és az alkalmi ballada mámorító elegyének írta le. Ben Cardew az NME-től a kortárs R&B és dubstep elemeit említette meg számos dalban, mint a „Sexercize” és az „If Only”. Ehhez hasonlóan, a The Observer is megjegyezte, hogy az album leginkább az R&B-re épül, de emellett tartalmaz funk, diszkó, és elektronikus dance zenei elemeket is.
Az album az „Into the Blue”-val indul, melyet Minogue szövegileg egy szökésnek, a szabadságnak ír le. A dalt Matt Bagwell, a The Huffington Post-tól egy eufórikus, melankólikus dalnak ír le, és egy a „korához illő dance-pop”-nak. A „Million Miles” élő hangszerelést kapott, elektronikus gitár és szintetizátor szintén hallható a dalban, melyet egy elektronikus pop dalnak jellemeztek. Minogue szerint a harmadik dal, az „I Was Gonna Cancel”-t az ihlette, hogy amikor Minogue megjelent az amerikai producerrel, Pharrell Williams-szel közös felvételre, Minogue sírásban tört ki, ami megihlette Williams-t a dal írására. Minogue a lemez teljes elkészítése során csak egy napra volt Williams-szel leszerződtetve, így csak két dal lett vele befejezve. A „Sexy Love” az első dal a három közül, mely a szexet ábrázolja, ami egy visszatérő téma az albumon, mely egy diszkó-pop himnusznak lett beállítva. A „Sexercize” a második dal, mely a szexről szól, melyet számos kritikus a szövege és a szerintük nem éppen naprakész dubstep hangzásáért kritizált. A hatodik dal a „Feels So Good” egy feldolgozás dal, melyet egy demóból adaptáltak és egy közepes tempójú elektronikus felvételként jellemeztek.
Az „If Only” a lemez első R&B dalaként van számon tartva. Az utolsó dal, mely a szexről szól, a „Les Sex”, melyet Minogue a három dal közül a kedvencének tart. Joe Muggs a Fact Magazine-tól úgy érezte, hogy a dal szövegének enyhén eltúlzó a stílusa, melyet egy elektronikus zenei dalnak írt le. Az album címadó dalát, a „Kiss Me Once”-t a zenei kritikusok nagyon értékelték, mivel a szex témája helyett Minogue visszatért a romantikus tartalomhoz a dal szövegében és egy közepes tempójú dalként jellemezték, mely emlékeztet az 1980-as évekbeli kiadványaira. Az album egyetlen pop balladája és duettje, a „Beautiful”, melyet a túlzott automatikus hangolás és a hangkódoló használata miatt kritizáltak, viszont dicsérték a szövegét a kórusban. Minogue azt nyilatkozta, hogy nem találkozott Enrique Iglesias-szal a dal felvétele során, mert akkor épp Párizsban tartózkodott. A standard verzió utolsó dala, a „Fine”, mely az egyetlen dal az albumon, melynek Minogue a társszerzője. A dalt egy felemelő himnuszként jellemezték, mely elektronikus és house elemeket használ és erősen ajánlották Minogue korábbi dalainak gyűjteményéhez.

## Promóció
Egy hónappal az album 2014. március 14-i megjelenése előtt Minogue a YouTube-ra feltöltött egy ízelítőt a Kiss Me Once-ról, melyben a dalaiból hallhatóak részletek, kivéve a bónusz dalokat a „Mr. President”-et és a „Sleeping with the Enemy”-t. Minogue a lemezt először a The Voice UK-n egy fellépéssel promotálta, ahol a harmadik évadban ítészként szerepelt. Ezután április 4-én feltűnt a The Graham Norton Show műsorban, ahol az „Into the Blue”-t énekelte el. Három nappal később előadta az „I Was Gonna Cancel”-t a 2014-es Logie-díjátadón, melyen Minogue 25 év óta először jelent meg. Később júniusban fellépett az ausztrál televíziós műsorban, a Today Show-ban, ahol az „Into the Blue”-t és a „Sexy Love”-ot adta elő.
Még ugyanebben a hónapban Minogue bejelentette a Kiss Me Once Tour koncertsorozatát, mely 2014. szeptember 24-én indult az Egyesült Királyságban, azután Európában folytatódott és Ausztráliában zárult 2015. március 21-én. A turné pozitív kritikákat kapott, dicsérték a vizuális elemeket, a ruhatárat és Minogue előadását, de némileg kritizálták a színpad kivitelezését. A turné anyagilag sikeres volt, melyre 17 millió dollárnyi jegy kelt el Európában, melyhez még 4 millió dollárnyi jegy talált gazdára Ausztráliában. A turné reklámozása céljából 2015 március 23-án egy élő DVD-t és CD-t adtak ki, melyet Skóciában, Glasgow-ban rögzítettek.

## Kislemezek
Két hivatalos kislemez és négy promóciós kislemez lett kiadva a Kiss Me Once-ról. Az első kislemez, az „Into the Blue”, melyet 2014. január 28-án először mutattak be Ausztráliában és Új-Zélandon, mielőtt március 7-én világszerte megjelent volna. A dal pozitív kritikákat kapott, a dal hangzását és a produceri munkát dicsérték. Kereskedelmi szempontból közepesen volt sikeres olyan országokban, úgymint Ausztrália, az Egyesült Királyság illetve Európában és Ázsiában, viszont nagyobb sikere volt a Billboard Dance Club Songs listán, ahol első helyezett lett.
A második kislemez, az „I Was Gonna Cancel” ezen év április 22-én jelent meg, az egyszerű digitális letöltés helyett egy digitális remixcsomag és egy 7"-es hanglemez formájában adták ki. A vélemények általában vegyesek voltak, a kritikusok a dal hangzását és a diszkó behatást dicsérték, de a legtöbben a dalon hallható idejét múlt produceri munkát kritizálták Pharrell Williams korábbi munkáihoz hasonlítva. Kereskedelmileg a dal sikertelen volt az Egyesült Királyságban és Európa számos területén és ez lett az első kislemeze, mely nem lett első helyezett a Dance Club Songs listán.
A „Sexercize” promóciós kislemezként lett kiadva, melyhez egy videó is tartozott, melyben Minogue egy gimnáziumban erotikus pózokban edz. Japánban egy promóciós CD-n lett kiadva, melyen csak ez a dal szerepelt. A dalt játszották a rádiók is és a videót is nagy rotációban adták a zenei videó csatornák. A dal a lemez promóciójának alapvető része lett és a 30. helyet érte el a Dance/Electronic Songs listán.
A lemezről promóciós kislemezként lett kiadva a „Million Miles”, a „Les Sex”, és a „Beautiful” a spanyol énekessel, Enrique Iglesias-szal. A „Million Miles” az Egyesült Államokban és Spanyolországban jelent meg, és a „Les Sex” Dél-Amerikában, mint promóciós kislemez. A „Beautiful” Ausztráliában és Új-Zélandon jelent meg digitálisan és egy promóciós CD formájában is kiadták az Egyesült Államokban és Japánban.

## Kereskedelmi fogadtatás
Az album első helyezést ért el az ausztrál lemezeladási listán, és az első héten több, mint 8000 példányban kelt el. A következő héten azonban az albumlistán a hatodik helyre esett vissza és kicsit több, mint 2200 darabot adtak el belőle. Öt hétig tartó esés után a 27. helyre kapaszkodott vissza, miután nagy sikere volt fellépésének a 2014-es nemzetközösségi játékokon. Viszont ez volt az album utolsó szereplése a listán. A brit albumlista második helyét szerezte meg magának és több, mint 29 000 példányban kelt el és még két hétig tartózkodott a Top 10-ben. Több, mint 60 000-es eladott példánya után az album ezüstlemezt kapott a Brit Hanglemezgyártók Szövetségétől. 2018 áprilisáig az album több, mint 86 800 példányban talált gazdára az Egyesült Királyságban. Magyarországon első helyezést ért el és több, mint 2000 példányos eladását platinalemezzel jutalmazta a Magyar Hangfelvétel-kiadók Szövetsége. Harmadik helyezést ért el a skót és negyediket az ír lemezeladási listán.
Új-Zéland-on a 13. helyig jutott és csak egy hetet töltött a listán. A 10-ig helyet szerezte meg Belgium flamand régiójában illetve Franciaországban és Hollandiában. A nyolcadik helyet érte el Svájcban és a kilencediket Németországban, míg szintén kilencedik lett Spanyolországban. Olaszországban, Dániában és Finnországban az album bekerült a Top 20-ba és öt hetet töltött az albumlistákon ezekben a régiókban. A Kiss Me Once Top 10-es lett a Cseh Köztársaságban, Szlovákiában és Horvátországban, de a következő héten mindhárom országban kiesett a Top 10-ből. Japánban a 40-ig helyen nyitott az Oricon albumlistán és az első héten 3000 példányt adtak el belőle. Az Egyesült Államokban a 31-ig helyen debütált 12 000 példányos eladásával, mellyel a Billboard 200-as listán Minogue harmadik legmagasabb helyezést elért lemeze lett. A Billboard Dance/Electronic Albums listán a harmadik helyet szerezte meg. A kanadai albumlistán a 15. helyig jutott, mellyel ez lett Minogue harmadik lemeze, mely felkerült az albumlistára Kanadában, ahol ez lett a harmadik legtöbb példányban elkelt lemeze. 2014 júniusára világszerte több, mint 200 000 példányban kelt el a Kiss Me Once.

## Számlista
| 1.  | Into the Blue                      | Kelly Sheehan, Mike Del Rio, Jacob Kasher Hindlin                                        | Del Rio, Sheehan                      | 4:08 |
| 2.  | Million Miles                      | Chelcee Grimes, Daniel Davidsen, Peter Wallevik, Mich Hansen                             | Wallevik, Davidsen, Cutfather         | 3:28 |
| 3.  | I Was Gonna Cancel                 | Pharrell Williams                                                                        | Williams, Sheehan                     | 3:32 |
| 4.  | Sexy Love                          | Wayne Hector, Autumn Rowe, Wallevik, Davidsen, Hansen                                    | Davidsen, Wallevik, Cutfather         | 3:31 |
| 5.  | Sexercize                          | Sia Furler, Marcus Lomax, Jordan Johnson, Stefan Johnson, Clarence Coffee, Nella Tahrini | The Monsters & The Strangerz, Sheehan | 2:47 |
| 6.  | Feels So Good                      | Tom Aspaul                                                                               | MNEK, Wayne Wilkins                   | 3:37 |
| 7.  | If Only                            | Ariel Rechtshaid, Justin Raisen, Dan Nigro                                               | Rechtshaid                            | 3:21 |
| 8.  | Les Sex                            | Amanda Warner, Peter Wade Keusch, Joshua "J.D." Walker, William Rappaport, Henri Lanz    | Walker, GoodWill & MGI                | 3:47 |
| 9.  | Kiss Me Once                       | Furler                                                                                   | Jesse Shatkin                         | 3:17 |
| 10. | Beautiful (feat. Enrique Iglesias) | Enrique Iglesias, Mark Taylor, Alex Smith, Samuel Preston                                | Taylor, Smith                         | 3:24 |
| 11. | Fine                               | Karen Poole, Chris Loco, Kylie Minogue                                                   | Loco                                  | 3:36 |

| 12. | Mr. President           | Sheehan, Hindlin, Minogue  | Thomas Olsen, Sheehan | 4:11 |
| 13. | Sleeping with the Enemy | Claude Kelly, Greg Kurstin | Kurstin, Joe Kearns   | 3:54 |

## Közreműködők
| - Kylie Minogue – vezető vokál, főproducer - Tom Aspaul – háttérvokál (6) - William Baker – fotográfia - Tom Coyne – hang masterelés (10) - Cutfather – ütőhangszerek, producer (2, 4) - Daniel Davidsen – gitár, producer (2, 4), basszus (4) - Mike Del Rio – producer, programozás (1) - GoodWill & MGI – producer (8) - Chelcee Grimes – háttérvokál (2) - Wayne Hector – háttérvokál (4) - Enrique Iglesias – vokál (10) - Joe Kearns – vokális mérnök (2, 4), további mérnök - Tommy King – további billentyűsök (7) - Rob Kleiner – mérnök (9) - Greg Kurstin – basszus, gitár, billentyűsök, zongora, producer, programozás - Eliel Lazo – ütőhangszerek (4) - Marco Lisboa – további programozás (1) - Chris Loco – mérnök, producer (11) - Oliver McEwan – további basszus (4) - Aya Merrill – hang masterelés (10) - The Monsters & Strangerz – producer (5) - Jamie Muhoberac – további billentyűsök (7) | - Carlos Paucar – vokális mérnök (10) - Geoff Pesche – hang masterelés (1–9, 11) - Karen Poole – háttérvokál (11) - Sam Preston – gitár (10) - Ariel Rechtshaid – producer (7) - Daniela Rivera – keverő asszisztens (1–9, 11) - Autumn Rowe – háttérvokál (4) - Johny Sårde – ütőhangszerek (4) - Erick Serna – gitár (9) - Sia – főproducer - Kelly Sheehan – háttérvokál (1, 5), vokális producer (1, 3, 5) - Jesse Shatkin – basszus, gitár, billentyűsök, zongora, producer, programozás (9) - Alex Smith – társproducer, billentyűsök, programozás (10) - Ren Swan – mérnök, keverés (10) - Phil Tan – keverés (1–9, 11) - Mark Taylor – billentyűsök, producer, programozás (10) - Andy Wallace – zongora (10) - Peter Wallevik – műszerek, producer (2, 4) - Joshua "JD" Walker – producer (8) - Wayne Wilkins – vokális producer (6) - Pharrell Williams – producer (3) |

## Helyezések
| Albumlista (2014)                          | Legjobb helyezés |
| ------------------------------------------ | ---------------- |
| Ausztrália (ARIA Charts)                   | 1                |
| Ausztria (Ö3 Austria Top 40)               | 16               |
| Belgium (Ultratop Flandria)                | 10               |
| Belgium (Ultratop Vallónia)                | 13               |
| Csehország (ČNS IFPI)                      | 6                |
| Dánia (Tracklisten)                        | 20               |
| Finnország (Suomen virallinen lista)       | 24               |
| Franciaország (SNEP)                       | 10               |
| Kanada (Canadian Albums Chart)             | 15               |
| Horvátország (HDU)                         | 10               |
| Írország (IRMA)                            | 4                |
| Japán (Oricon)                             | 40               |
| Lengyelország (ZPAV)                       | 4                |
| Magyarország (Mahasz)                      | 18               |
| Németalföld (Dutch Charts)                 | 10               |
| Németország (Media Control Charts)         | 9                |
| Olaszország (FIMI)                         | 13               |
| Spanyolország (PROMUSICAE)                 | 9                |
| Svájc (Schweizer Hitparade)                | 8                |
| Új-Zéland (Recorded Music NZ)              | 13               |
| Egyesült Királyság (OCC)                   | 2                |
| Egyesült Államok (Billboard 200)           | 31               |
| Egyesült Államok (Dance/Electronic Albums) | 3                |

| Albumlista (2014)           | Helyezés |
| --------------------------- | -------- |
| Ausztrália (ARIA Charts)    | 34       |
| Belgium (Ultratop Flandria) | 199      |
| Belgium (Ultratop Vallónia) | 173      |
| Hungarian Albums (Mahasz)   | 36       |
| Egyesült Királyság (OCC)    | 93       |

## Minősítések és eladási adatok
| Ország                   | Minősítés    | Eladás  | Alapul         |
| ------------------------ | ------------ | ------- | -------------- |
| Ausztrália (ARIA)        |              | 20 000+ | Értékesítésben |
| Magyarország (Mahasz)    | Platinalemez | 2000+   | Értékesítésben |
| Japán (RIAJ)             |              | 3000+   | Értékesítésben |
| Egyesült Királyság (BPI) | Ezüstlemez   | 86 800+ | Értékesítésben |
| Egyesült Államok (RIAA)  |              | 12 000+ | Értékesítésben |
| Világszerte: 215 000+    |              |         |                |

## Kiadási előzmények
| Ország             | Dátum             | Formátumok                                          | Kiadó                   | Források |
| ------------------ | ----------------- | --------------------------------------------------- | ----------------------- | -------- |
| Franciaország      | 2014. március 17. | CD, CD+DVD Digitális letöltés, díszdoboz, hanglemez | Warner Bros. Parlophone | [ 61 ]   |
| Németország        | 2014. március 17. | CD, CD+DVD Digitális letöltés, díszdoboz, hanglemez | Warner Bros. Parlophone | [ 62 ]   |
| Egyesült Királyság | 2014. március 17. | CD, CD+DVD Digitális letöltés, díszdoboz, hanglemez | Warner Bros. Parlophone | [ 63 ]   |
| Egyesült Államok   | 2014. március 18. | CD, CD+DVD Digitális letöltés, díszdoboz, hanglemez | Warner Bros. Parlophone | [ 64 ]   |